# 格雷縣 (安大略省)
格雷縣（英語：Grey County）是加拿大安大略省西南部一個地方行政區，縣治位於奧雲灣，北面瀕臨喬治亞灣，東臨錫姆科縣，東南鄰達弗林縣，南及威靈頓縣，西面則與布魯斯縣為鄰。據2011年人口普查所示，格雷縣有92,568名居民。格雷縣於1852年成立，再於1854年在行政事務上正式脫離錫姆科縣和威靈頓縣。

## 轄區
格雷縣轄下九個地方政區如下：
- 奧雲灣市（City of Owen Sound）
- 格雷高地自治區（Municipality of Grey Highlands）
- 米福自治區（Municipality of Meaford）
- 西格雷自治區（Municipality of West Grey）
- 漢諾威鎮（Town of Hanover）
- 藍山鎮（The Blue Mountains）
- 查茨沃思鄉（Township of Chatsworth）
- 喬治亞懸崖鄉（Township of Georgian Bluffs）
- 修夫基鄉（Township of Southgate）

## 外部連結
- （英文）格雷縣官方網站 （页面存档备份，存于）